# Zakon Najświętszej Maryi Panny z Betlejem
Zakon Najświętszej Maryi Panny z Betlejem – został założony przez papieża Piusa II w 1459 roku. 
Reguła jego była wzorowana na regule joannitów. Zakon składał się z braci-rycerzy i duchownych, wybierających w wolnych wyborach swojego wielkiego mistrza. Zakonnicy nosili białe stroje zakonne z błękitnym krzyżem maltańskim.
Głównym zadaniem nowego zakonu była obrona niedawno odbitej z rąk muzułmańskich wyspy Lemnos. W tym celu zakon został uposażony dobrami kilku innych zakonów, w tym bożogrobców i lazarytów. Wkrótce jednak wyspa została ponownie zajęta przez Turków i zakon przestał istnieć (zniesiony w roku 1484 przez papieża Innocentego VIII), a jego dobra powróciły do pierwotnych właścicieli.